# Троецарствие: Возрождение дракона
«Троецарствие: Возрождение дракона» (кит. 三國之見龍卸甲) — фильм 2008 года, режиссёр — Дэниэл Ли.

## Сюжет
Фильм снят по мотивам одной из историй древнекитайского эпоса о событиях III века «Троецарствие». История раскрывает биографию главного героя фильма — воина и полководца Чжао Цзылуна из Чаншаня, который вместе с другими известными генералами того времени был военной опорой царства Шу и его основателя — правителя Лю Бэя и пытался отразить вторжение армии царства Вэй в царство Шу. Рассказ ведётся от лица его земляка и соратника — простого солдата Ло Пин-ана.

## В ролях
- Лау, Энди — Чжао Цзылун
- Хун, Саммо — Ло Пин-ан
- Мэгги Кью — Цао Ин, дочь Цао Цао
- Ти Лун — Гуань Юй
- Elliot Ngok — Лю Бэй
- Чэнь Чжихуэй — Чжан Фэй
- Pu Cunxin — Чжугэ Лян
- Damian Lau — Цао Цао
- Hu Jingbo — Лю Шань, сын Лю Бэя
- Энди Он — Ден Зи